# Mamilia (cràter)
Mamilia és un cràter amb coordenades planetocèntriques de 52 ° de latitud nord i 88.13 ° de longitud est, sobre la superfície de l'asteroide del cinturó principal (4) Vesta. Fa 35.67 km de diàmetre. El nom adoptat com a oficial per la UAI el 21 de novembre de 2012, fa referència a una verge vestal romana.